# 케냐 축구 국가대표팀
케냐 축구 국가대표팀(영어: Kenya national football team)은 케냐를 대표하는 축구 국가대표팀으로 케냐 축구 연맹에서 관리한다. 1926년 5월 1일 우간다와의 국제 A매치 데뷔전을 가졌으며 현재 모이 국제 스포츠 센터를 홈 구장으로 사용하고 있다.

## 국제 대회 경력

### FIFA 월드컵
현재까지도 월드컵 본선 기록은 전무하며 그나마 2006년 FIFA 월드컵 아프리카 지역 예선 1라운드에서 탄자니아를 상대로 1승 1무의 전적을 거두며 2라운드에 올랐고 2라운드에서는 3승 1무 6패·5조 4위를 기록하며 케냐 축구 역사상 월드컵 지역 예선 최고 성적을 남겼다.

### 아프리카 네이션스컵
아프리카 네이션스컵 본선에는 6번 출전하여 6번의 대회 모두 조별리그를 통과하지 못했다. 다만 2004년 대회 B조 조별리그 최종전에서 부르키나파소를 3-0으로 완파하며 대회 첫 승을 신고했고 2019년 대회 C조 조별리그 2차전에서는 탄자니아를 3-2로 꺾고 15년 만에 1승을 추가했으며 이에 힘입어 대회 17위로 조별리그에서 탈락한 8팀 가운데 가장 좋은 성적을 거두었다.

## 기타 국제 대회 경력
세카파컵에서는 14번 결승에 진출하여 7번의 우승과 7번의 준우승을 차지했고 전신인 고시지컵과 챌린지컵까지 포함해 모두 21번의 우승과 31번의 준우승을 차지했으며 2018년 히어로 인터컨티넨탈컵에서는 개최국이자 홈팀인 인도에 이어 준우승을 차지했다.

## FIFA 월드컵 (본선)
| 년도   | 결과      | 순위      | 경기      | 승        | 무*       | 패        | 득점      | 실점      | 승점      |
| ------ | --------- | --------- | --------- | --------- | --------- | --------- | --------- | --------- | --------- |
| 1930년 | 독립 이전 | 독립 이전 | 독립 이전 | 독립 이전 | 독립 이전 | 독립 이전 | 독립 이전 | 독립 이전 | 독립 이전 |
| 1934년 | 독립 이전 | 독립 이전 | 독립 이전 | 독립 이전 | 독립 이전 | 독립 이전 | 독립 이전 | 독립 이전 | 독립 이전 |
| 1938년 | 독립 이전 | 독립 이전 | 독립 이전 | 독립 이전 | 독립 이전 | 독립 이전 | 독립 이전 | 독립 이전 | 독립 이전 |
| 1950년 | 독립 이전 | 독립 이전 | 독립 이전 | 독립 이전 | 독립 이전 | 독립 이전 | 독립 이전 | 독립 이전 | 독립 이전 |
| 1954년 | 독립 이전 | 독립 이전 | 독립 이전 | 독립 이전 | 독립 이전 | 독립 이전 | 독립 이전 | 독립 이전 | 독립 이전 |
| 1958년 | 독립 이전 | 독립 이전 | 독립 이전 | 독립 이전 | 독립 이전 | 독립 이전 | 독립 이전 | 독립 이전 | 독립 이전 |
| 1962년 | 독립 이전 | 독립 이전 | 독립 이전 | 독립 이전 | 독립 이전 | 독립 이전 | 독립 이전 | 독립 이전 | 독립 이전 |
| 1966년 | 불참      | 불참      | 불참      | 불참      | 불참      | 불참      | 불참      | 불참      | 불참      |
| 1970년 | 불참      | 불참      | 불참      | 불참      | 불참      | 불참      | 불참      | 불참      | 불참      |
| 1974년 | 예선 탈락 | 예선 탈락 | 예선 탈락 | 예선 탈락 | 예선 탈락 | 예선 탈락 | 예선 탈락 | 예선 탈락 | 예선 탈락 |
| 1978년 | 예선 탈락 | 예선 탈락 | 예선 탈락 | 예선 탈락 | 예선 탈락 | 예선 탈락 | 예선 탈락 | 예선 탈락 | 예선 탈락 |
| 1982년 | 예선 탈락 | 예선 탈락 | 예선 탈락 | 예선 탈락 | 예선 탈락 | 예선 탈락 | 예선 탈락 | 예선 탈락 | 예선 탈락 |
| 1986년 | 예선 탈락 | 예선 탈락 | 예선 탈락 | 예선 탈락 | 예선 탈락 | 예선 탈락 | 예선 탈락 | 예선 탈락 | 예선 탈락 |
| 1990년 | 예선 탈락 | 예선 탈락 | 예선 탈락 | 예선 탈락 | 예선 탈락 | 예선 탈락 | 예선 탈락 | 예선 탈락 | 예선 탈락 |
| 1994년 | 예선 탈락 | 예선 탈락 | 예선 탈락 | 예선 탈락 | 예선 탈락 | 예선 탈락 | 예선 탈락 | 예선 탈락 | 예선 탈락 |
| 1998년 | 예선 탈락 | 예선 탈락 | 예선 탈락 | 예선 탈락 | 예선 탈락 | 예선 탈락 | 예선 탈락 | 예선 탈락 | 예선 탈락 |
| 2002년 | 예선 탈락 | 예선 탈락 | 예선 탈락 | 예선 탈락 | 예선 탈락 | 예선 탈락 | 예선 탈락 | 예선 탈락 | 예선 탈락 |
| 2006년 | 예선 탈락 | 예선 탈락 | 예선 탈락 | 예선 탈락 | 예선 탈락 | 예선 탈락 | 예선 탈락 | 예선 탈락 | 예선 탈락 |
| 2010년 | 예선 탈락 | 예선 탈락 | 예선 탈락 | 예선 탈락 | 예선 탈락 | 예선 탈락 | 예선 탈락 | 예선 탈락 | 예선 탈락 |
| 2014년 | 예선 탈락 | 예선 탈락 | 예선 탈락 | 예선 탈락 | 예선 탈락 | 예선 탈락 | 예선 탈락 | 예선 탈락 | 예선 탈락 |
| 2018년 | 예선 탈락 | 예선 탈락 | 예선 탈락 | 예선 탈락 | 예선 탈락 | 예선 탈락 | 예선 탈락 | 예선 탈락 | 예선 탈락 |
| 합계   |           |           |           |           |           |           |           |           |           |

### FIFA 월드컵 (예선)
| 1930년 | 독립 이전                                    | 독립 이전                                    | 독립 이전                                    | 독립 이전                                    | 독립 이전                                    | 독립 이전                                    | 독립 이전                                    |                                              |                                              |
| 1934년 | 독립 이전                                    | 독립 이전                                    | 독립 이전                                    | 독립 이전                                    | 독립 이전                                    | 독립 이전                                    | 독립 이전                                    |                                              |                                              |
| 1938년 | 독립 이전                                    | 독립 이전                                    | 독립 이전                                    | 독립 이전                                    | 독립 이전                                    | 독립 이전                                    | 독립 이전                                    |                                              |                                              |
| 1950년 | 독립 이전                                    | 독립 이전                                    | 독립 이전                                    | 독립 이전                                    | 독립 이전                                    | 독립 이전                                    | 독립 이전                                    |                                              |                                              |
| 1954년 | 독립 이전                                    | 독립 이전                                    | 독립 이전                                    | 독립 이전                                    | 독립 이전                                    | 독립 이전                                    | 독립 이전                                    |                                              |                                              |
| 1958년 | 독립 이전                                    | 독립 이전                                    | 독립 이전                                    | 독립 이전                                    | 독립 이전                                    | 독립 이전                                    | 독립 이전                                    |                                              |                                              |
| 1962년 | 독립 이전                                    | 독립 이전                                    | 독립 이전                                    | 독립 이전                                    | 독립 이전                                    | 독립 이전                                    | 독립 이전                                    |                                              |                                              |
| 1966년 | 불참                                         | 불참                                         | 불참                                         | 불참                                         | 불참                                         | 불참                                         | 불참                                         |                                              |                                              |
| 1970년 | 불참                                         | 불참                                         | 불참                                         | 불참                                         | 불참                                         | 불참                                         | 불참                                         |                                              |                                              |
| 1974년 | 6                                            | 2                                            | 2                                            | 2                                            | 9                                            | 8                                            | 8                                            |                                              |                                              |
| 1978년 | 2                                            | 0                                            | 1                                            | 1                                            | 0                                            | 1                                            | 1                                            |                                              |                                              |
| 1982년 | 2                                            | 1                                            | 0                                            | 1                                            | 3                                            | 6                                            | 3                                            |                                              |                                              |
| 1986년 | 4                                            | 1                                            | 1                                            | 2                                            | 6                                            | 10                                           | 4                                            |                                              |                                              |
| 1990년 | 6                                            | 1                                            | 3                                            | 2                                            | 2                                            | 4                                            | 6                                            |                                              |                                              |
| 1994년 | 2                                            | 1                                            | 0                                            | 1                                            | 2                                            | 4                                            | 3                                            |                                              |                                              |
| 1998년 | 8                                            | 4                                            | 1                                            | 3                                            | 14                                           | 14                                           | 13                                           |                                              |                                              |
| 2002년 | 2                                            | 0                                            | 1                                            | 1                                            | 0                                            | 2                                            | 1                                            |                                              |                                              |
| 2006년 | 12                                           | 4                                            | 2                                            | 6                                            | 11                                           | 17                                           | 14                                           |                                              |                                              |
| 2010년 | 12                                           | 4                                            | 1                                            | 7                                            | 13                                           | 16                                           | 13                                           |                                              |                                              |
| 2014년 | 8                                            | 3                                            | 3                                            | 2                                            | 11                                           | 5                                            | 12                                           |                                              |                                              |
| 2018년 | 4                                            | 2                                            | 1                                            | 1                                            | 6                                            | 4                                            | 7                                            |                                              |                                              |
| 합계   | 68                                           | 23                                           | 16                                           | 29                                           | 77                                           | 91                                           | 85                                           |                                              |                                              |
| 순위   | 월드컵 예선 승점 순위 : 89위 (아프리카 16위) | 월드컵 예선 승점 순위 : 89위 (아프리카 16위) | 월드컵 예선 승점 순위 : 89위 (아프리카 16위) | 월드컵 예선 승점 순위 : 89위 (아프리카 16위) | 월드컵 예선 승점 순위 : 89위 (아프리카 16위) | 월드컵 예선 승점 순위 : 89위 (아프리카 16위) | 월드컵 예선 승점 순위 : 89위 (아프리카 16위) | 월드컵 예선 승점 순위 : 89위 (아프리카 16위) | 월드컵 예선 승점 순위 : 89위 (아프리카 16위) |

## 아프리카 네이션스컵
| 아프리카 네이션스컵 본선 기록 | 아프리카 네이션스컵 본선 기록        | 아프리카 네이션스컵 본선 기록        | 아프리카 네이션스컵 본선 기록        | 아프리카 네이션스컵 본선 기록        | 아프리카 네이션스컵 본선 기록        | 아프리카 네이션스컵 본선 기록        | 아프리카 네이션스컵 본선 기록        | 아프리카 네이션스컵 본선 기록        | 아프리카 네이션스컵 본선 기록        |
| 년도                          | 결과                                 | 순위                                 | 경기                                 | 승                                   | 무                                   | 패                                   | 득점                                 | 실점                                 | 승점                                 |
| ----------------------------- | ------------------------------------ | ------------------------------------ | ------------------------------------ | ------------------------------------ | ------------------------------------ | ------------------------------------ | ------------------------------------ | ------------------------------------ | ------------------------------------ |
| 1957년                        | 독립 이전                            | 독립 이전                            | 독립 이전                            | 독립 이전                            | 독립 이전                            | 독립 이전                            | 독립 이전                            | 독립 이전                            | 독립 이전                            |
| 1959년                        | 독립 이전                            | 독립 이전                            | 독립 이전                            | 독립 이전                            | 독립 이전                            | 독립 이전                            | 독립 이전                            | 독립 이전                            | 독립 이전                            |
| 1962년                        | 예선 탈락                            | 예선 탈락                            | 예선 탈락                            | 예선 탈락                            | 예선 탈락                            | 예선 탈락                            | 예선 탈락                            | 예선 탈락                            | 예선 탈락                            |
| 1963년                        | 예선 탈락                            | 예선 탈락                            | 예선 탈락                            | 예선 탈락                            | 예선 탈락                            | 예선 탈락                            | 예선 탈락                            | 예선 탈락                            | 예선 탈락                            |
| 1965년                        | 예선 도중 실격                       | 예선 도중 실격                       | 예선 도중 실격                       | 예선 도중 실격                       | 예선 도중 실격                       | 예선 도중 실격                       | 예선 도중 실격                       | 예선 도중 실격                       | 예선 도중 실격                       |
| 1968년                        | 예선 탈락                            | 예선 탈락                            | 예선 탈락                            | 예선 탈락                            | 예선 탈락                            | 예선 탈락                            | 예선 탈락                            | 예선 탈락                            | 예선 탈락                            |
| 1970년                        | 예선 탈락                            | 예선 탈락                            | 예선 탈락                            | 예선 탈락                            | 예선 탈락                            | 예선 탈락                            | 예선 탈락                            | 예선 탈락                            | 예선 탈락                            |
| 1972년                        | 조별리그                             | 6위                                  | 3                                    | 0                                    | 2                                    | 1                                    | 3                                    | 4                                    | 2                                    |
| 1974년                        | 예선 탈락                            | 예선 탈락                            | 예선 탈락                            | 예선 탈락                            | 예선 탈락                            | 예선 탈락                            | 예선 탈락                            | 예선 탈락                            | 예선 탈락                            |
| 1976년                        | 예선 탈락                            | 예선 탈락                            | 예선 탈락                            | 예선 탈락                            | 예선 탈락                            | 예선 탈락                            | 예선 탈락                            | 예선 탈락                            | 예선 탈락                            |
| 1978년                        | 예선 탈락                            | 예선 탈락                            | 예선 탈락                            | 예선 탈락                            | 예선 탈락                            | 예선 탈락                            | 예선 탈락                            | 예선 탈락                            | 예선 탈락                            |
| 1980년                        | 예선 탈락                            | 예선 탈락                            | 예선 탈락                            | 예선 탈락                            | 예선 탈락                            | 예선 탈락                            | 예선 탈락                            | 예선 탈락                            | 예선 탈락                            |
| 1982년                        | 예선 탈락                            | 예선 탈락                            | 예선 탈락                            | 예선 탈락                            | 예선 탈락                            | 예선 탈락                            | 예선 탈락                            | 예선 탈락                            | 예선 탈락                            |
| 1984년                        | 불참                                 | 불참                                 | 불참                                 | 불참                                 | 불참                                 | 불참                                 | 불참                                 | 불참                                 | 불참                                 |
| 1986년                        | 예선 탈락                            | 예선 탈락                            | 예선 탈락                            | 예선 탈락                            | 예선 탈락                            | 예선 탈락                            | 예선 탈락                            | 예선 탈락                            | 예선 탈락                            |
| 1988년                        | 조별리그                             | 8위                                  | 3                                    | 0                                    | 1                                    | 2                                    | 0                                    | 6                                    | 1                                    |
| 1990년                        | 조별리그                             | 7위                                  | 3                                    | 0                                    | 1                                    | 2                                    | 0                                    | 3                                    | 1                                    |
| 1992년                        | 조별리그                             | 12위                                 | 2                                    | 0                                    | 0                                    | 2                                    | 1                                    | 5                                    | 0                                    |
| 1994년                        | 예선 탈락                            | 예선 탈락                            | 예선 탈락                            | 예선 탈락                            | 예선 탈락                            | 예선 탈락                            | 예선 탈락                            | 예선 탈락                            | 예선 탈락                            |
| 1996년                        | 기권                                 | 기권                                 | 기권                                 | 기권                                 | 기권                                 | 기권                                 | 기권                                 | 기권                                 | 기권                                 |
| 1998년                        | 예선 탈락                            | 예선 탈락                            | 예선 탈락                            | 예선 탈락                            | 예선 탈락                            | 예선 탈락                            | 예선 탈락                            | 예선 탈락                            | 예선 탈락                            |
| 2000년                        | 예선 탈락                            | 예선 탈락                            | 예선 탈락                            | 예선 탈락                            | 예선 탈락                            | 예선 탈락                            | 예선 탈락                            | 예선 탈락                            | 예선 탈락                            |
| 2002년                        | 예선 탈락                            | 예선 탈락                            | 예선 탈락                            | 예선 탈락                            | 예선 탈락                            | 예선 탈락                            | 예선 탈락                            | 예선 탈락                            | 예선 탈락                            |
| 2004년                        | 조별리그                             | 13위                                 | 3                                    | 1                                    | 0                                    | 2                                    | 4                                    | 6                                    | 3                                    |
| 2006년                        | 예선 탈락                            | 예선 탈락                            | 예선 탈락                            | 예선 탈락                            | 예선 탈락                            | 예선 탈락                            | 예선 탈락                            | 예선 탈락                            | 예선 탈락                            |
| 2008년                        | 예선 탈락                            | 예선 탈락                            | 예선 탈락                            | 예선 탈락                            | 예선 탈락                            | 예선 탈락                            | 예선 탈락                            | 예선 탈락                            | 예선 탈락                            |
| 2010년                        | 예선 탈락                            | 예선 탈락                            | 예선 탈락                            | 예선 탈락                            | 예선 탈락                            | 예선 탈락                            | 예선 탈락                            | 예선 탈락                            | 예선 탈락                            |
| 2012년                        | 예선 탈락                            | 예선 탈락                            | 예선 탈락                            | 예선 탈락                            | 예선 탈락                            | 예선 탈락                            | 예선 탈락                            | 예선 탈락                            | 예선 탈락                            |
| 2013년                        | 예선 탈락                            | 예선 탈락                            | 예선 탈락                            | 예선 탈락                            | 예선 탈락                            | 예선 탈락                            | 예선 탈락                            | 예선 탈락                            | 예선 탈락                            |
| 2015년                        | 예선 탈락                            | 예선 탈락                            | 예선 탈락                            | 예선 탈락                            | 예선 탈락                            | 예선 탈락                            | 예선 탈락                            | 예선 탈락                            | 예선 탈락                            |
| 2017년                        | 예선 탈락                            | 예선 탈락                            | 예선 탈락                            | 예선 탈락                            | 예선 탈락                            | 예선 탈락                            | 예선 탈락                            | 예선 탈락                            | 예선 탈락                            |
| 2019년                        | 조별리그                             | 17위                                 | 3                                    | 1                                    | 0                                    | 2                                    | 3                                    | 7                                    | 3                                    |
| 2021년                        | 예선 탈락                            | 예선 탈락                            | 예선 탈락                            | 예선 탈락                            | 예선 탈락                            | 예선 탈락                            | 예선 탈락                            | 예선 탈락                            | 예선 탈락                            |
| 총계                          | 6회 진출(6/31)                       | 조별리그(5회)                        | 17                                   | 2                                    | 4                                    | 11                                   | 11                                   | 31                                   | 10                                   |
| 순위                          | 아프리카 네이션스컵 역대 순위 : 27위 | 아프리카 네이션스컵 역대 순위 : 27위 | 아프리카 네이션스컵 역대 순위 : 27위 | 아프리카 네이션스컵 역대 순위 : 27위 | 아프리카 네이션스컵 역대 순위 : 27위 | 아프리카 네이션스컵 역대 순위 : 27위 | 아프리카 네이션스컵 역대 순위 : 27위 | 아프리카 네이션스컵 역대 순위 : 27위 | 아프리카 네이션스컵 역대 순위 : 27위 |

### 아프리카 네이션스컵(예선)
| 1957년 | 독립 이전 | 독립 이전 | 독립 이전 | 독립 이전 | 독립 이전 | 독립 이전 | 독립 이전 |      |      |
| 1959년 | 독립 이전 | 독립 이전 | 독립 이전 | 독립 이전 | 독립 이전 | 독립 이전 | 독립 이전 |      |      |
| 1962년 | 3         | 1         | 0         | 2         | 1         | 3         | 3         |      |      |
| 1963년 | 2         | 0         | 0         | 2         | 0         | 6         | 0         |      |      |
| 1965년 | 6         | 2         | 1         | 3         | 11        | 12        | 7         |      |      |
| 1968년 | 2         | 0         | 1         | 1         | 4         | 5         | 1         |      |      |
| 1970년 | 2         | 0         | 1         | 1         | 1         | 2         | 1         |      |      |
| 1972년 | 4         | 3         | 1         | 0         | 5         | 1         | 10        |      |      |
| 1974년 | 2         | 0         | 0         | 2         | 1         | 3         | 0         |      |      |
| 1976년 | 2         | 0         | 0         | 2         | 0         | 3         | 0         |      |      |
| 1978년 | 2         | 1         | 0         | 1         | 3         | 5         | 3         |      |      |
| 1980년 | 2         | 1         | 0         | 1         | 3         | 4         | 3         |      |      |
| 1982년 | 2         | 0         | 0         | 2         | 3         | 7         | 0         |      |      |
| 1984년 | 불참      | 불참      | 불참      | 불참      | 불참      | 불참      | 불참      | 불참 | 불참 |
| 1986년 | 2         | 0         | 1         | 1         | 0         | 3         | 1         |      |      |
| 1988년 | 4         | 1         | 2         | 1         | 4         | 3         | 5         |      |      |
| 1990년 | 4         | 2         | 1         | 1         | 4         | 3         | 7         |      |      |
| 1992년 | 4         | 2         | 0         | 2         | 4         | 4         | 6         |      |      |
| 1994년 | 6         | 3         | 2         | 1         | 11        | 6         | 11        |      |      |
| 1996년 | 기권      | 기권      | 기권      | 기권      | 기권      | 기권      | 기권      |      |      |
| 1998년 | 6         | 1         | 2         | 3         | 2         | 4         | 5         |      |      |
| 2000년 | 8         | 2         | 2         | 4         | 15        | 8         | 8         |      |      |
| 2002년 | 8         | 2         | 3         | 3         | 10        | 11        | 9         |      |      |
| 2004년 | 6         | 4         | 1         | 1         | 9         | 2         | 13        |      |      |
| 2006년 | 12        | 4         | 2         | 6         | 11        | 17        | 14        |      |      |
| 2008년 | 6         | 2         | 1         | 3         | 6         | 7         | 7         |      |      |
| 2010년 | 12        | 4         | 1         | 7         | 13        | 16        | 13        |      |      |
| 2012년 | 6         | 2         | 2         | 2         | 4         | 4         | 8         |      |      |
| 2013년 | 2         | 1         | 0         | 1         | 2         | 2         | 3         |      |      |
| 2015년 | 4         | 1         | 2         | 1         | 2         | 2         | 5         |      |      |
| 2017년 | 6         | 1         | 2         | 3         | 5         | 7         | 5         |      |      |
| 2019년 | 4         | 2         | 1         | 1         | 4         | 1         | 7         |      |      |
| 2021년 | 6         | 1         | 4         | 1         | 7         | 7         | 7         |      |      |
| 합계   | 135       | 43        | 33        | 59        | 145       | 160       | 162       |      |      |

## 주목할 만한 선수
- 맥도널드 마리가
- 데니스 올리치
- 빅터 완야마
- 마이클 올룽가

## 역대 감독
| 감독                | 임기 |
| ------------------- | ---- |
| 에크하르트 크라우춘 | 1971 |
| 베르나르 라마       | 2006 |
| 앙리 미셸           | 2012 |